# Andrea Bregno

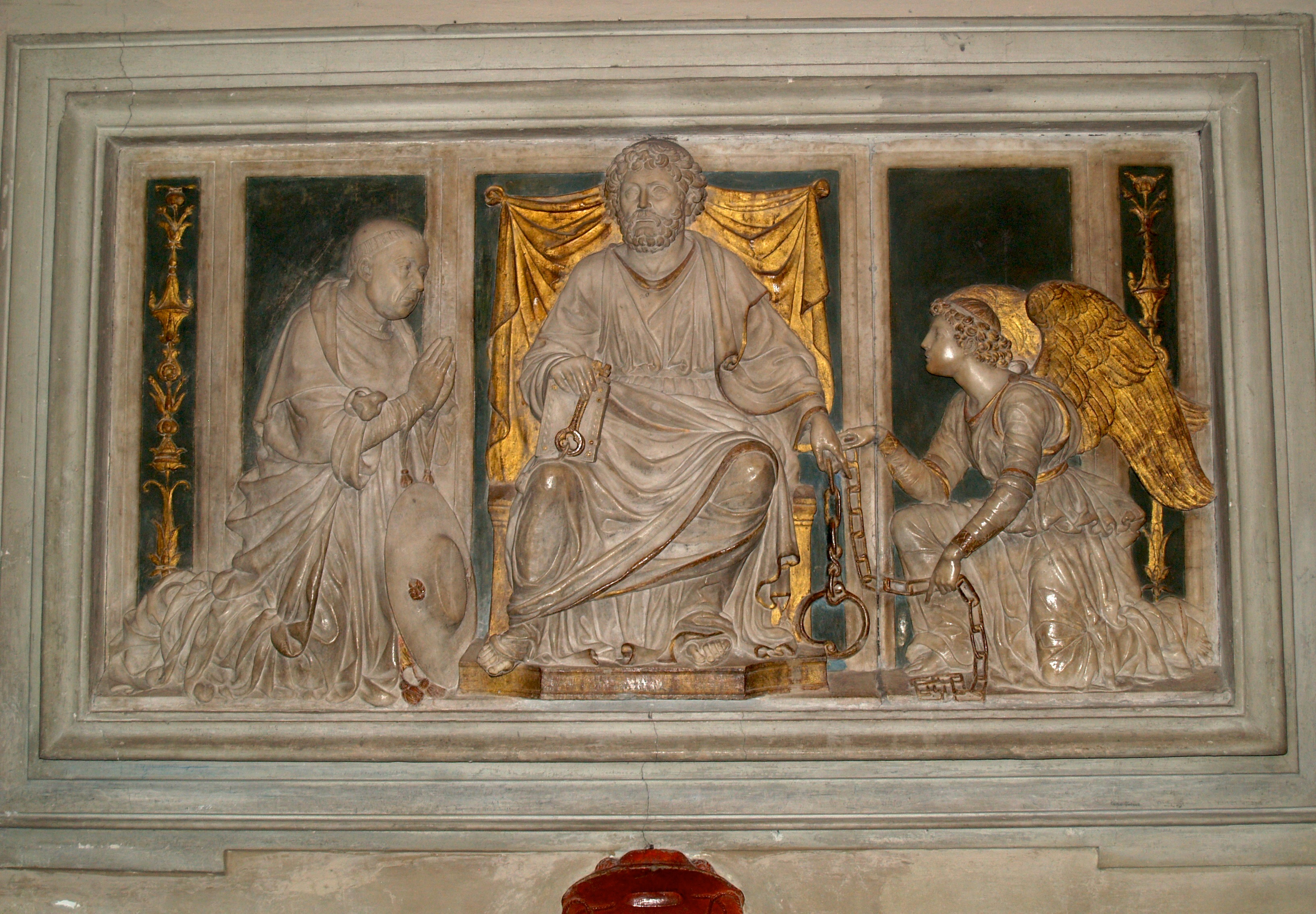
Tumba de Nicolás de Cusa en San Pietro in Vincoli, Roma, obra de Andrea Bregno.

Andrea Bregno, quien también firmaba sus obras como Andrea de Brignonibus, Andrea de Monte Chavalo o Andreas Marmorarius, (Righeggia, Osteno, hacia 1418 - Roma, septiembre de 1506). Arquitecto y escultor lombardo, el mayor representante de la escultura lombarda del Quattrocento junto a Giovanni Dalmata y Luigi Capponi. Activo también en Siena y Roma a partir de la década de 1460, alcanzó gran reputación y dejó importantes obras escultóricas y arquitectónicas.

## Infancia y juventud
Nació en el seno de una reputada familia de escultores que trabajaba en el norte de Italia. Su padre, Cristoforo Bregno, llegó a tener el cargo de arquitecto del Palazzo Ducale de Venecia y fue quien se encargó de la primera formación de Andrea en su taller de Ferrara (los hermanos de Andrea, Ambrogio y Girolamo, fueron también escultores). 
En la iglesia de San Pedro y San Pablo de su pueblo natal, Osteno, se conservan (según atribución de Cetti) una Virgen con el Niño de mármol y el tabernáculo, obras ambas de 1464.

## Traslado a Roma: obra escultórica
La llegada al pontificado en 1464 de Paulo II (el veneciano Pietro Barbo) hizo que Andrea se trasladara desde el norte de Italia a Roma, donde tendrá gran éxito y recibirá encargos de todos los papas sucesivos: Sixto IV, Inocencio VIII, Alejandro VI, Pío III y Julio II. Fue especialmente en tiempos de Sixto IV cuando recibió los encargos más importantes, especializándose en tumbas de cardenales y de otros altos personajes de la curia pontificia, donde era muy apreciado. Se integró en los círculos humanistas y recibió la estima de Bartolomeo Platina, prefecto de la Biblioteca Vaticana.
Bregno trabajó a menudo en Roma con Mino da Fiesole; por su influencia, unió a su refinado estilo lombardo unas formas más clásicas. Bregno se convirtió en un coleccionista de esculturas antiguas y según se asegura en algún libro de la época, el Torso Belvedere llegó a pertenecerle. En 1484 participó en excavaciones arqueológicas en Roma. Es indudable la importancia de Bregno como conocedor de la epigrafía antigua, que imitó en las inscripciones de sus sepulcros y ayudó a normalizar su aplicación en las obras funerarias de su tiempo. 

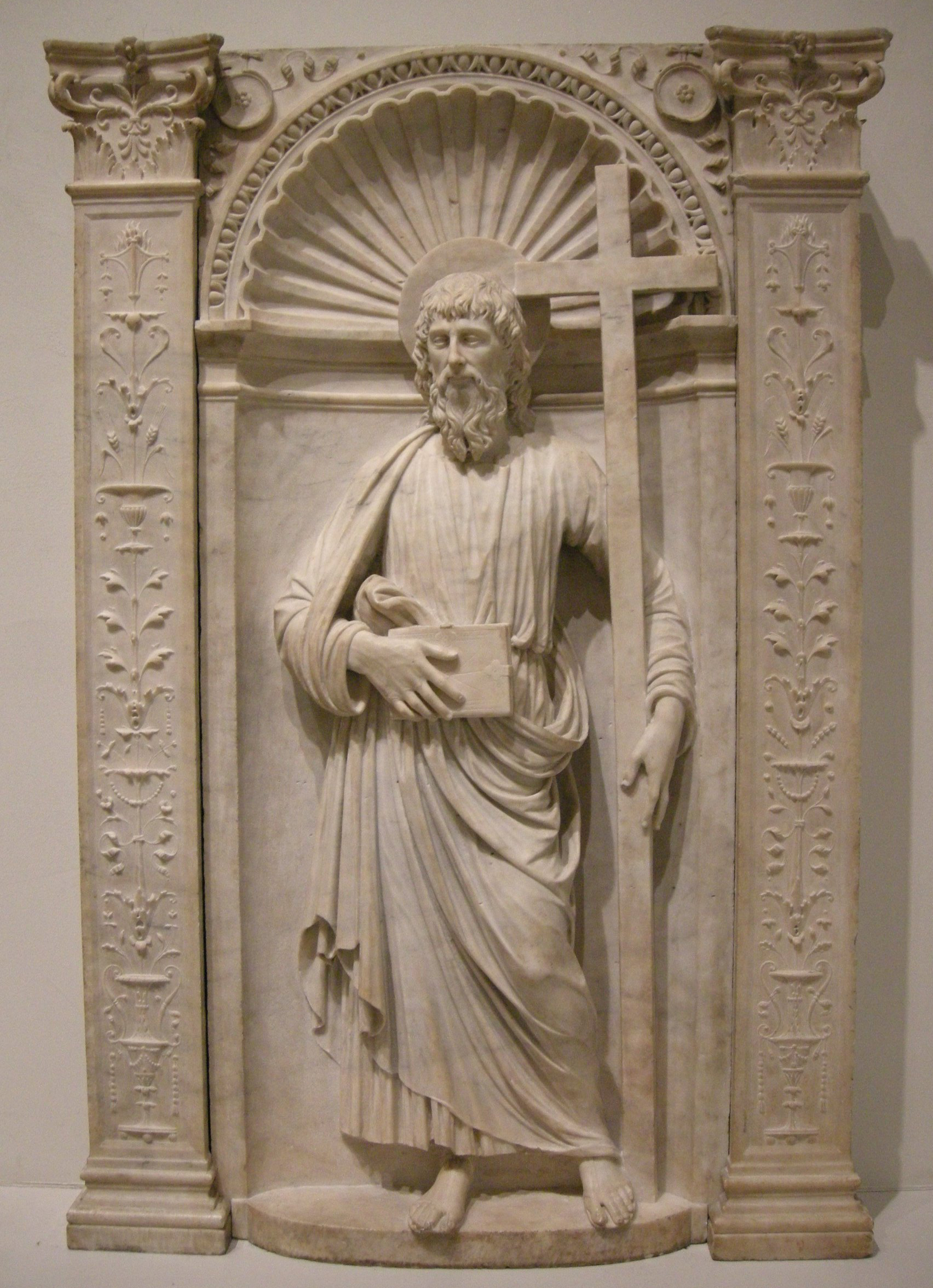
San Andrés, 1491. Metropolitan Museum de Nueva York.

### Sepulcros y monumentos funerarios
Los sepulcros llegaron a convertirse en la gran especialidad del escultor. 
Poco antes de 1470 proyectó el sepulcro de Pío II para la Basílica de San Pedro de Roma. Julio II le encargó el sepulcro del cardenal Cristoforo Della Rovere (fallecido en 1479) y el monumento fúnebre del cardenal Domenico della Rovere (muerto en 1501). Con colaboradores, labró el sepulcro del obispo Gonieli en Santa Maria del Popolo. En la Iglesia de los Doce Apóstoles de Roma realizó el sepulcro del cardenal Pietro Riario y el monumento Della Rovere; en Santa María sopra Minerva realizó el monumento al cardenal Giovanni Diego de Coca (fallecido en 1477) y el sepulcro del cardenal Tebaldi (este en colaboración con Giovanni Dalmata); en la basílica de San Pietro in Vincoli se conserva un fragmento de su sepulcro para Nicolás de Cusa, con un bajorrelieve donde aparecen San Pedro, el ángel liberador y el cardenal orante. Con Luigi Capponi realizó el sepulcro de Filiberto della Valle en Santa Maria in Aracoeli; en Santa Práxedes se conserva el sepulcro del cardenal Alano (1474). En 1486 realizó el monumento de Alfonso de Paradinas y el sepulcro de Giovanni di Fuensalida (actualmente en la iglesia de Santa María de Montserrat de los Españoles, pero originariamente en la de Santiago de los Españoles). Finalmente, entre otras obras, podemos destacar el suntuoso monumento al cardenal Bartolomeo Roverella de la basílica de San Clemente y los monumentos fúnebres de los papas Piccolomini en Sant'Andrea della Valle, siempre en Roma.

### Imágenes y decoración monumental
También destacó en la escultura de imágenes y retablos: así, el altar de mármol de la capilla Salviati de la Iglesia de San Gregorio al Celio de Roma (1469), la estatua de Santiago en la basílica de San Juan de Letrán, distintas imágenes en Santa Maria del Popolo o el díptico de San Esteban y San Lorenzo en Sant'Agnese fuori le Mura, también en Roma. En 1478 esculpió el baldaquino de la iglesia de San Eutizio en San Martino al Cimino (Viterbo). 

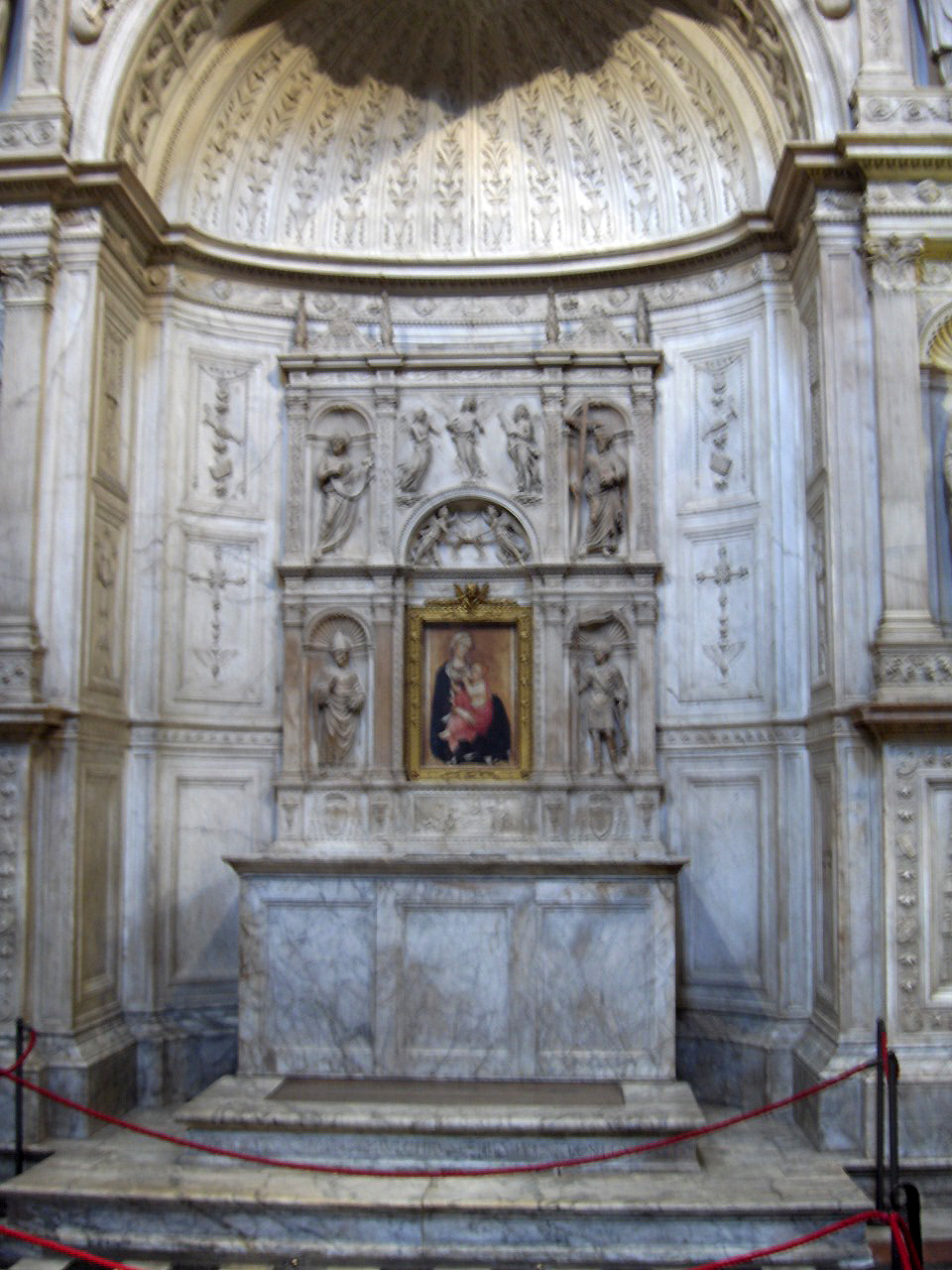
Altar de la capilla Piccolomini (detalle de la zona central), catedral de Siena.

## Capella Piccolomini en Siena
Entre 1481 y 1485 trabaja en la Capilla Piccolomini de la catedral de Siena, contratado por el cardenal Francesco Todeschini Piccolomini (futuro papa Pío III). El retablo del altar es una de sus obras maestras. Labrado en mármol y realizado en honor de Enea Silvio Piccolomini (Pío II), tiene aspecto de fachada escultórica con figuras en los nichos. El prefecto de la Biblioteca Vaticana, Platina, escribió a Lorenzo de Médici para que permitiera el tránsito del mármol ligur por la Toscana.

## Encuentro con Miguel Ángel
Hacia 1496, cuando Andrea Bregno se encontraba en lo más alto de su prestigio, conoció en Roma a un joven escultor toscano, Miguel Ángel. Este admiraba a Bregno y se establecieron entre los dos artistas vínculos de amistad, hasta el punto de que Miguel Ángel (a petición de la familia Piccolomini) aceptó terminar quince figuras del sepulcro de Pío II, iniciado por Andrea Bregno. 

## Obra arquitectónica
Aunque no existe plena certeza, tradicionalmente se atribuya a Andrea Bregno el diseño de la iglesia de Santa Maria del Popolo, en Roma, cuya fachada es una de las obras más interesantes del primer Renacimiento en la ciudad. También trabajó como arquitecto en el Palazzo della Cancelleria. Ambas obras fueron continuadas por Donato Bramante que, en el caso de Santa Maria del Popolo, introdujo importantes modificaciones en el ábside (donde está situado el coro conventual). Para Sixto IV hizo distintas obras en la Capilla Sixtina, especialmente la balaustrada de la cantoría (en esta misma capilla hay un retrato pictórico suyo realizado por el Perugino en su mural de la Entrega de las llaves a San Pedro).
Para el Ospedale di Santo Spirito de Roma, anejo a la iglesia de Santiago de Roma, esculpió una Madonna.

## Fallecimiento
En el momento de su muerte, la fama de Bregno estaba eclipsada por la de Miguel Ángel. Su tumba se encuentra en la iglesia romana de Santa María sopra Minerva. El busto del artista seguramente es obra de Luigi Capponi (1506) y en el epitafio se le compara con el escultor griego Polícleto, prueba de la gran reputación que adquirió este artista. 
El texto dice así: D.O.M./ Andrea Bregno ex Osten. Agri Comens./ Statuario celeberrimo cognomento/ Polycleto qui primus celandi artem/ Abolitam ad exemplar major. in usum/ Exercitationemque revocavit/ Vix An. LXXXV M.V.D.V.I./ Magister exec. et Catharina uxor/ Pos. MDVI.